# Musée de la campagne contre le génocide
Le musée de la campagne contre le génocide est l'un des huit musées gérés par l' Académie du patrimoine culturel du Rwanda (RCHA). Il est installé dans le bâtiment du Parlement du Rwanda (l'ancien Conseil National de Développement ).

## Contexte
Le bâtiment du Parlement a été choisi comme emplacement pour ce musée car il a abrité 600 soldats de l'Armée patriotique rwandaise (APR) de décembre 1993 à 1994 dans le contexte de préparation du gouvernement de transition à base élargie et de l'Assemblée nationale de transition. Paul Kagame, le président du haut commandement de l'APR lors du génocide contre les Tutsi au Rwanda, a ordonné que les soldats sortent de leur confinement pour sauver des milliers de Tutsi qui étaient en train d'être tués.
Le musée a ouvert ses portes le 4 juillet 2014. Il a été inauguré en 2017 par le président Paul Kagame dans le but de mettre en valeur l'histoire du Rwanda lors de la "campagne contre le génocide contre les Tutsi".

## Expositions
La principale exposition du musée concerne la campagne contre le génocide, comment elle a été planifiée et mise en place par l'Armée patriotique rwandaise indépendamment du retrait des troupes des Nations unies du Rwanda pendant le génocide. Le musée met également en lumière la manière dont les soldats de l'APR ont secouru les victimes. L'un de ses monuments populaires est une mitrailleuse qui a été utilisée par les armées de l'APR résidant dans le bâtiment du parlement pour atténuer les forces génocidaires.